# Cambarincola manni
Cambarincola manni är en ringmaskart som beskrevs av Holt 1973. Cambarincola manni ingår i släktet Cambarincola och familjen Cambarincolidae. Inga underarter finns listade i Catalogue of Life.